# تأثير الكتلة
تأثير الكتلة أو أثر الكتلة، هو مصطلحٌ طبي يُعرّف على أنه تأثير كتلةٍ متناميةٍ يؤدي إلى تأثيراتٍ مرضيةٍ ثانويةٍ نتيجةً للضغط على الأنسجة المحيطة أو إزاحتها. عادةً ما يُستعمل هذا المصطلح في علم الأورام للدلالة على تأثير الورم (الكتلة).

## أمثلة
قد يسبب سرطان الغدة الدرقية أعراضًا بسبب الضغط على بنًى معينة في الرأس والرقبة، فقد يتسبب الضغط على الأعصاب الحنجريَّة في حدوث تغيراتٍ في الصوت، وقد يتسبب تضييق القصبة الهوائيَّة في حدوث صرير، وقد يتسبب الضغط على المريء في عسر البلع وهكذا. لذلك يخضع المصاب لإزالةٍ جراحيَّةٍ أو لجراحة تقليص الحجم أحيانًا للتخفيف من أعراض تأثير الكتلة حتى إذا لم يكن المرض الأساسي قابلًا للشفاء.
أما «تأثير الكتلة» في علم الأعصاب فيتضمن مثلًا استسقاء الرأس (تراكم السائل النخاعي) أو حدوث نزفٍ داخل القحف (نزيف داخل الجمجمة) مصحوبًا بورمٍ دمويٍ ذي أهميةٍ سريرية. قد يؤدي الورم الدموي إلى تأثيرٍ كتليٍ على الدماغ، مما يزيد من الضغط داخل القحف مؤديًا إلى انزياح الخط الناصف أو فتق الدماغ المميت. كان لهذا التأثير في الماضي أهمية تشخيصية إضافية لأنه قبل اختراع التصوير المقطعي الحديث للأنسجة الرخوة باستخدام التصوير بالرنين المغناطيسي أو التصوير المقطعي المحوسب، لم يكن من الممكن تصوير العديد من أنواع الآفات الأولية داخل الجمجمة مباشرةً. لذلك، في تلك الأيام، كان تأثير الكتلة لهذه الشذوذات على البنى المحيطة يُستخدم أحيانًا لاستنتاج وجود الشذوذات الأوليَّة نفسها بشكلٍ غير مباشر، مثلًا باستخدام التصوير الوعائي الدماغي لمراقبة النزوح الوعائي الثانوي الناجم عن ورم دموي تحت الجافية يضغط على الدماغ، أو من خلال البحث عن تشوه ناتج عن ورم في المخطط الطبيعي للبطينين كما هو في تصوير الدماغ المحقون بالغاز. غالبًا ما كانت هذه الدراسات غَزْويَّة وغير مريحة للمرضى ولم تقدم سوى تقييم جزئي للحالة الأولية للمريض. توجد في الوقت الحاضر أدوات تشخيصية حديثة تسمح للأطباء بتحديد وتصور جميع أنواع الآفات داخل الجمجمة بسهولةٍ دون الحاجة إلى الاعتماد على التأثيرات غير المباشرة للوصول إلى تشخيصٍ موثوق.

### باللغة الإنجليزية
1. ↑  Zazulia، AR؛ Diringer MN؛ Derdeyn CP؛ Powers WJ (يونيو 1999). "Progression of Mass Effect After Intracerebral Hemorrhage". Stroke. ج. 30 ع. 6: 1167–73. DOI:10.1161/01.str.30.6.1167. PMID:10356094.

### باللغة العربيَّة
1. ↑  أحمد شفيق الخطيب (2018). معجم المصطلحات العلمية والفنية والهندسية الجديد: إنجليزي - عربي موضح بالرسوم (بالعربية والإنجليزية) (ط. 1). بيروت: مكتبة لبنان ناشرون. ص. 487. ISBN:978-9953-33-197-3. OCLC:1043304467. OL:19871709M. QID:Q12244028.